# Zlatovranke
Zlatovránke (znanstveno ime Coraciidae) so družina ptic iz reda vpijatov (Coraciiformes). Po velikosti in videzu so podobne vranom, vendar so bolj v sorodu z vodomci in čebelarji. So podobnih barv, prevladujeta pa modra in rjava. Notranja prednja prsta sta povezana, zunanja pa ne.
Zlatovranke jedo žuželke in jih po navadi lovijo v zraku. Velikokrat med lovom sedijo visoko kot velikanski srakoperji. Angleško ime »roller« izhaja iz akrobatskega letenja, ki ga izvajajo nekatere vrste.
Zlatovranke živijo v toplem podnebju. Gnezdijo v drevesnih luknjah brez podlog, kamor samica izleže dve do štiri jajca.

## Seznam vrst
Znanih je dvanajst vrst v dveh rodovih. V Sloveniji živi le (evropska) zlatovranka.
Rod Coracias - zlatovranke
- zlatovranka (Coracias garrulus)
- abesinska zlatovranka (Coracias abyssinica)
- lastovičja zlatovranka (Coracias caudatus)
- lopatasta zlatovranka (Coracias spatulatus)
- progasta zlatovranka (Coracias naevius)
- indijska zlatovranka (Coracias benghalensis)
- modrovranka (Coracias temminckii)
- modroprsa zlatovranka (Coracias cyanogaster)

Rod Eurystomus - krokarice
- cimetasta krokarica (Eurystomus glaucurus)
- modrogrla krokarica (Eurystomus gularis)
- zelena krokarica (Eurystomus orientalis)
- azurna krokarica (Eurystomus azureus)